# Little Stour

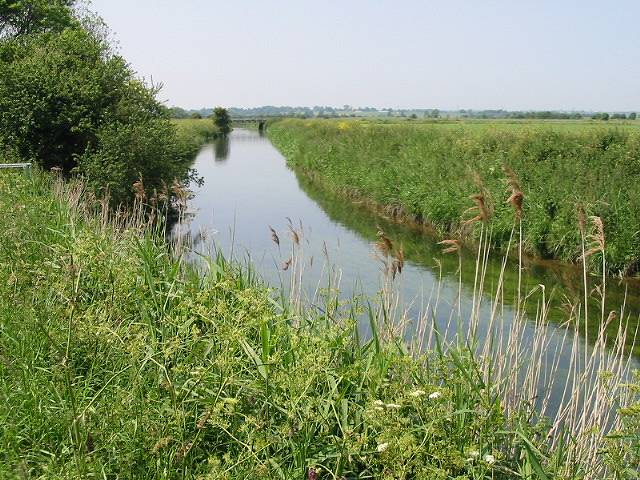
Floden Little Stour.

Little Stour är ett vattendrag i Storbritannien.   Det ligger i riksdelen England, i den sydöstra delen av landet, 100 km öster om huvudstaden London.